# Harris Manchester College
El Harris Manchester College es uno de los colleges que constituyen la Universidad de Oxford en el Reino Unido. Antiguamente conocido como Manchester College, aparece en los estatutos de la Universidad como Manchester Academy and Harris College, y en las ceremonias de la Universidad se le llama Collegium de Harris et Manchester.
Se encuentre en Mansfield Road en el centro de Oxford, El Harris Mancheter es uno de los pocos colleges mixtos de educación superior del Reino Unido cuyas placas para pregraduados son exclusivas para mayores de 21 años. Es el más pequeño de los colleges que constituyen la Universidad, y en 2006 tuvo un presupuesto estimado en 7 millones de libras.

## Historia
El college empezó a andar como Academia Manchester en la ciudad de Mánchester en 1786. Originalmente estaba dirigido por ingleses presbiterianos, era una de las pocas academias disidentes que daba a los religiosos inconformistas una educación. Para aquel entonces los inconformistas tenían prohibida la entrada tanto en Oxford como en Cambridge.
La Academia Manchester volvió a educar como los hacía la renombrada Academia Warrington. Enseñaba teología radical así como asignaturas más modernas, como ciencias, idiomas modernos, o historia. Esto no suponía que se enseñase a los clásicos.
El college cambió de sede cinco veces antes de asentarse en Oxford.
- Entre 1786 y 1803 se encontraba en Mánchester.
- Entonces se mudó a York donde estuvo hasta 1840. El director en York fue Charles Wellbeloved, un ministro unitarista. Se encontraba en Blenheim House, 13 Monkgate, justo enfrente de Monkbar. Blenheim House se usó como primer edificio del College de Rippon y York St John, y fue demolido en 1939.

Bajo la dirección de Wellbeloved 235 estudiantes fueron educados en el college. Los estudiantes religiosos eran 121 y los laicos 114. De los estudiantes religiosos 30 no entraron en el ministerio y 5 entraron en el sacerdocio anglicano. Entre los estudiantes laicos había estudiosos, y gente importante en las artes y los negocios. La mayoría eran unitarios. Entre los estudiantes unitarios más distinguidos se encuentran James Martineau, William Gaskell, Philip Pearsall Carpenter, John James Tayler, Joseph Hunter, Joseph Hutton, William Raynor Wood, Daniel Jones, William Turner, Jr., James Yates, Robert Wallace, Mark Philips, y Edward Worthington.
- El college se volvió a mudar de York a Mánchester en 1840. Se mantuvo allí hasta 1853.
- Entre 1853 y 1889 es college se localizaba en Londres.
- De Londres se mudó a Oxford, abriendo sus nuevos edificios diseñados por el arquitecto unitarista Thomas Worthington en 1893. En 1840, el college inició una asociación con la Universidad de Londres, y consiguió el derecho de presentar graduados de Londres.

En 1990 se le otorgó al Harris Manchester estatus de Sala Privada Permanente. Fue en 1996 cuando se convirtió en college de pleno derecho de la Universidad de Oxford.
Hoy en día el college se centra en estudiantes mayores de 21 años, tanto para estudios de pregrado como de postgrado. El college intenta continuar con su espíritu liberal y pionero; teniendo en cuenta a los estudiantes dándoles una educación de nivel superior a aquellos que estuvieron excluidos. En sus primeros años, el college apoyaba causas reformistas, como la abolición de la esclavitud. En 1901 fue la primera institución educativa en Gran Bretaña en aceptar una candidata para el ministerio inconformista. En la década de 1920 el college daba cursos a la Asociación Educativa de los Trabajadores.

## Académicos y profesores
- Ralph Waller
- Joseph Priestley
- John Dalton
- William Gaskell
- L. P. Jacks
- Francis Newman
- James Martineau
- Sir Sarvepalli Radhakrishnan